# Otacilia forcipata
Espèce
Otacilia forcipata est une espèce d'araignées aranéomorphes de la famille des Phrurolithidae.

## Distribution
Cette espèce est endémique de Chine.

## Publication originale
- Yang, Wang & Yang, 2013 : Two new species of genus Otacilia from China (Araneae: Corinnidae). Acta Arachnologica Sinica, vol. 22, no 1, p. 9-15.